# Le Legs ridicule
Pour plus de détails, voir Fiche technique et Distribution.
Le Legs ridicule est un film muet français réalisé par Georges Monca, sorti en 1910.

## Fiche technique
Source IMDb
- Titre : Le Legs ridicule
- Réalisation : Georges Monca
- Scénario : Georges Docquois
- Société de production : Société cinématographique des auteurs et gens de lettres (S.C.A.G.L)
- Société de distribution : Pathé Frères
- Pays de production :  France
- Langue : film muet avec les intertitres en français
- Métrage : 225 mètres
- Format : Noir et blanc — 35 mm — 1,33:1 — Muet
- Genre :  Comédie
- Durée : 7 minutes et 30 secondes
- Dates de sortie : 
  - France : juin 1910

## Distribution
- Charles Prince[1]
- Clo Marra